# Paul Darmstaedter
Paul Julius Alexander Darmstaedter, auch Darmstädter (geboren 17. Oktober 1873 in Charlottenburg; gestorben 16. Mai 1934 in Montreux-Territet), war ein deutscher Historiker.

## Leben
Paul Darmstaedter war der Sohn des Chemikers sowie Wissenschaftshistorikers Ludwig Darmstaedter (1846–1927) und der Luise Maria Gumbert. Er studierte Geschichte, Rechts- und Staatswissenschaften in Berlin, München, Freiburg im Breishau und Straßburg. Nach dem Abschluss der Promotion 1894 in Straßburg, erfolgte die Habilitation 1900 in München. Seine Habilitationsschrift Das Großherzogtum Frankfurt – ein Kulturbild aus der Rheinbundszeit, veröffentlicht 1901 im Verlag Karl J. Trübner, gilt Hans Adolf Schmitt als „das Standardwerk über das napoleonische Frankfurt“.
Darmstaedter lehrte seit 1907 als außerordentlicher Professor für Auslands- und Staatenkunde an der Universität Göttingen, seit 1928 als ordentlicher Professor für Kolonial- und Wirtschaftsgeschichte. Er engagierte sich in der Deutschen Demokratischen Partei (DDP). 1921 wurde er von dem nationalsozialistisch und antisemitisch eingestellten Lehrer und Althistoriker Hugo Willrich in der Presse angegriffen und verleumdet. 1931 beantragte er aus einem Schweizer Sanatorium seine Versetzung aus gesundheitlichen Gründen in den Ruhestand zum Wintersemester 1931/32. Er wurde aber zunächst nur beurlaubt, erst am 1. September 1932 wurde er unter Wegfall aller Ansprüche aus dem Staatsdienst entlassen. Die Umstände dieses Vorgangs sind ungewöhnlich und bis heute nicht ganz geklärt.
Sein Grab befindet sich auf dem Friedhof von Montreux-Clarens.
Er war mit Sophie Backer verheiratet und hatte einen Sohn, den Kunsthistoriker Robert Darmstaedter (1904–1988).

## Schriften (Auswahl)
- Das Reichsgut in der Lombardei und Piemont (568–1250). Trübner, Straßburg 1896 (Dissertation – Nachdruck: Berlin 2019, ISBN 978-3-11-000126-6).
- Die Befreiung der Leibeigenen (Mainmortables) in Savoyen, der Schweiz und Lothringen. Trübner, Straßburg 1897 (Nachdruck: Berlin 2019, ISBN 978-3-11-105082-9).
- Das Großherzogtum Frankfurt. Ein Kulturbild aus der Rheinbundszeit. Baer, Frankfurt am Main 1901 (Habilitationsschrift).
- Die Vereinigten Staaten von Amerika. Ihre politische, wirtschaftliche und soziale Entwicklung. Quelle & Meyer, Leipzig 1909.
- Geschichte der Aufteilung und Kolonisation Afrikas seit dem Zeitalter der Entdeckungen. Zwei Bände. Berlin und Leipzig:
  - Bd. 1: 1415–1870. Göschen, 1913 (Nachdruck: Berlin 2020, ISBN 978-3-11-238649-1).
  - Bd. 2: 1870–1919. Walter de Gruyter, 1920 (Nachdruck: Berlin 2022, ISBN 978-3-11-266987-7).
    - russisch: Istorija razdela Afriki (1870–1919 g. g.). Gosud. Izd., Moskva [u. a.] (1925).
- Hrsg.: Great political documents of the United States of America (= Pandora. Nr. 52). Insel Verlag, Leipzig 1921.